# HNK Hajduk Split
Pour les articles homonymes, voir HNK.
Maillots
Le Hrvatski nogometni klub Hajduk Split (en français : club de football croate Haïdouk Split) est, avec le Dinamo de Zagreb, l'un des clubs de football le plus titré de Croatie. Il est basé au stade de Poljud, construit en 1979 (35 000 places ; originellement 50 000 places). Ses supporters l'appellent « Les Blancs » (en croate : « Bili ») ou « Les Maîtres des mers » (« Majstori s mora »). Les plus fervents se regroupent dans l'association Torcida, nom emprunté dans les années 1950 à celui des clubs de supporters brésiliens. Le club de Split est surtout populaire sur la côte dalmate et presque autant au Kosovo.

## Historique
- 1911 : le club a été fondé dans la célèbre brasserie « U Fleků » de Prague[5], par un groupe d'étudiants croates qui étudiaient dans cette ville : Fabijan Kaliterna, Lucijan Stella, Ivan Šakić, Vjekoslav Ivanišević, et d'après certains Vladimir Šore.

L'organisation était très vague jusqu'à ce que, le 11 février 1911, l'association se réunisse au café « Troccoli » de Split. C'est le professeur au lycée de Split Josip Barač qui a trouvé l'idée de l'appeler Haïdouk parce que les étudiants avaient déboulé dans son bureau comme autant de bandits. C'est le 13 février 1911 que les statuts de l'association ont été approuvés, sous le nom de HNK Hajduk Split ; son premier président était Kruno Kolombatović. Il a rapidement entrepris d'aménager son premier terrain de football au lieu-dit « Kra'jeva njiva » (« La Prairie du Roi », en croate : Kraljeva njiva) qui servait auparavant de polygone de manœuvres à l'armée austro-hongroise. Le stade s'est ensuite appelé Stari plac (« L'ancienne place ») Kod stare plinare (« Près de l'ancien gazomètre ») et Staro Hajdukovo (« Le vieux stade du Hajduk »). Maintenant, le Rugby club Nada joue dans ce stade.
Le premier match de l’histoire du Hajduk se joua contre le Calcio Spalato, l’équipe des italiens de Split. La partie se solda par une sévère défaite 9-0 ![pas clair]
Le club atteint son meilleur niveau dans le championnat yougoslave dans les années 1920 lorsqu’il remporte deux titres, interrompant la domination des équipes de Zagreb et de Belgrade. En 1930, les joueurs du Hajduk, avec ceux d’autres équipes, décident de boycotter l’équipe nationale pour protester contre la dictature serbe proclamée par le roi l’année précédente.
Après l’occupation de Split par le régime fasciste italien, le club interrompt son activité, refusant la proposition de la Fédération Italienne de rejoindre le Championnat d'Italie de football. 
En 1944, Hajduk devient l’équipe officielle des Partisans yougoslaves et joue des matchs amicaux sous le nom de Hajduk-NOVJ. Le Général de Gaulle récompense le club après la guerre du titre d'équipe d'honneur de la France Libre.
1967 : 1re participation à une Coupe d'Europe (C2, saison 1967/68)

### Depuis l'indépendance de la Croatie
Durant les cinq premières saisons du championnat croate de football, Hajduk remporte beaucoup plus de succès que son rival de Zagreb (trois championnats, deux coupes et une deux supercoupes). La saison 1994-1995 est la meilleure de l’histoire du club depuis l’indépendance de la Croatie. L'Hajduk découvre alors la Ligue des Champions avec dans ses rangs des espoirs comme Milan Rapaić, Ivica Mornar, Tomislav Erceg, Goran Vučević et des joueurs d’expérience tels Igor Štimac, Zoran Vulić, Aljoša Asanović ou Tonči Gabrić. Le club atteint les quarts de finale, éliminé par l’Ajax (0-0, 0-3) qui remporte la Ligue des Champions cette année-là. Malgré les bons résultats, Hajduk souffre d’une mauvaise gestion financière et accumule les pertes.
Pendant les cinq années suivantes, Hajduk tombe en retrait du club de la capitale, le Dinamo Zagreb qui représente le centralisme politique du pays. Entre 1995 et 2000, pas un seul trophée n’est remporté. À la mort du président de la Croatie, Franjo Tudjman, lequel aidait selon certains financièrement le Dinamo (alors appelé Croatia Zagreb), Hajduk remporte le championnat après un mémorable[pourquoi ?] 4-2 contre le Varteks de Varazdin. Néanmoins, le club n’est toujours pas dans une bonne situation économique, il frôle la banqueroute.
Hajduk remporte la Coupe de Croatie en 2003 et le championnat en 2004 et 2005. Ce sont les dernières heures de gloire récente puisqu’à partir de là, le Dinamo Zagreb ne cesse de jouer les premiers rôles. Les mauvais résultats s’accumulent, notamment lors des tours préliminaires aux coupes d’Europe : éliminations par le Shelbourne FC ou encore le  Debreceni VSC. L’élection d’un nouveau président en juin 2008, Mate Peroš, permet la réorganisation de toute la structure mais cela ne change finalement pas grand-chose.
En 2011 le 23 juillet, dans le cadre des célébrations du centenaire du club, Hajduk Split affronte en match amical le FC Barcelone, champion d'Europe en titre. Le match se termine sur le score de 0 à 0.
En 2017, l'Hajduk s'arrête en demi finale de coupe de Croatie face au Dinamo Zagreb / défaite 0-2 à l'aller et 4-0 au retour. Le club finit deuxième du championnat de D1 croate.
En 2018, l'Hajduk perd en finale de la coupe de Croatie face au Dinamo Zabreb sur le score de 0-1. Le club finit 2e du championnat de D1 croate.
En 2019, l'Hajduk est éliminé au premier tour de qualification de la ligue Europa 2019 par le Gżira United Football Club / victoire 0-2 à l'aller et défaite 1-3 au retour. Ce revers majeur signera la fin de la collaboration entre le club de l'Hajduk et l'entraîneur Siniša Oreščanin arrivé en novembre 2018 et remplacé par Damir Burić (ex-entraîneur du club saison 2015-2016). Ce dernier remporte la victoire dès son premier match face au NK Istra 1961.

## Bilan sportif

### Palmarès
| Compétitions nationales | Anciennes compétitions nationales | Compétitions internationales |
| - Championnat de Croatie (6) - Champion : 1992, 1994, 1995, 2001, 2004, 2005 - Vice-champion : 1993, 1996, 1997, 1998, 2000, 2002, 2003, 2007, 2009, 2010, 2011, 2012, 2022, 2023 - Coupe de Croatie (8) - Vainqueur : 1993, 1995, 2000, 2003, 2010, 2013, 2022, 2023 - Finaliste : 2001, 2005, 2008, 2009, 2018 - Supercoupe de Croatie (5) - Vainqueur : 1992, 1993, 1994, 2004, 2005 - Finaliste : 2003, 2010, 2013 | - Championnat de Yougoslavie (9) - Champion : 1927, 1929, 1950, 1952, 1955, 1971, 1974, 1975, 1979 - Coupe de Yougoslavie (9) - Vainqueur : 1967, 1972, 1973, 1974, 1976, 1977, 1984, 1987, 1991 - Finaliste : 1953, 1955, 1963, 1969, 1990 - Supercoupe de Yougoslavie - Finaliste : 1971 | - Coupe de l'UEFA - Demi-finaliste : 1984 - Coupe d'Europe des vainqueurs de Coupe - Demi-finaliste : 1973 - Ligue des champions de l'UEFA - Quart de finaliste : 1995 |

### Bilan européen
| Compétition                | P  | M   | V  | N  | D  | BP  | BC  | Diff. |
| -------------------------- | -- | --- | -- | -- | -- | --- | --- | ----- |
| Ligue des champions (C1)   | 10 | 40  | 18 | 10 | 12 | 58  | 47  | +9    |
| Coupe des coupes (C2)      | 8  | 30  | 10 | 3  | 17 | 31  | 46  | -15   |
| Ligue Europa (C3)          | 27 | 132 | 59 | 26 | 47 | 204 | 144 | +60   |
| Ligue Conférence (C4)      | 5  | 16  | 5  | 4  | 7  | 16  | 22  | -6    |
| Coupe des villes de foires | 1  | 4   | 2  | 0  | 2  | 5   | 4   | +1    |
| Total                      | 51 | 222 | 94 | 43 | 85 | 314 | 264 | +50   |

## Identité du club

### Couleurs
Le Hajduk Split a joué son premier match en 1912 équipé d'un maillot composé de rayures verticales rouges et blanches, qui symbolisaient les armoiries croates. Mais le conseil municipal de la ville, alors sous domination autrichienne, ne voulait pas être considérée comme partisane et ne permettait pas au club de porter cette tenue. Le Hajduk a donc opté pour un maillot à rayures verticales rouge et bleu avec au milieu le mot 'Hajduk' écrit en blanc. En 1914, le club choisit de joueur en chemise blanche, short et chaussettes bleus ; une combinaison qui symbolise des voiles blanches sur une mer bleue. La couleur blanche est depuis lors devenue un symbole fort pour le club, qui porte le surnom de «Bili» («Blancs») depuis cette période.

### Logo
Le logo du Hajduk Split se compose du damier croate (comprenant 25 cases rouges et blanches) bordé d'un cercle de ruban bleu, avec deux lignes verticales de chaque côté. Les mots «Hajduk» et «Split» sont écrits respectivement dans les parties supérieure et inférieure du ruban bleu.

### Rivalités
Les rencontres entre le Hajduk Split et le Dinamo Zagreb donnent lieu a ce qu'on appelle le derby éternel, entre les deux équipes croates les plus performantes et dont l'issue peut désigner le nom du champion national.

### Équipementier et sponsors
| Période     | Équipementier | Sponsor maillot        |
| ----------- | ------------- | ---------------------- |
| 1995-1996   | Diadora       | Agrokor                |
| 1996-1997   | Diadora       | Kaltenberg             |
| 1997-1999   | Diadora       | Splitska Banka         |
| 2000-2002   | Umbro         | Privredna Banka Zagreb |
| 2002-2006   | Umbro         | Agrokor                |
| 2006-2010   | Umbro         | INA                    |
| 2009-2010   | Umbro         | NTL                    |
| 2010-2011   | Umbro         | Konzum                 |
| 2011-2012   | Umbro         | Atlas d.d.             |
| 2012-2013   | Umbro         | Apfel                  |
| Depuis 2013 | Macron        | Tommy                  |
| 2024- 2025  | Adidas        | Tommy                  |

## Joueurs et personnalités du club

### Présidents
Le tableau suivant présente la liste des présidents du club depuis 1911.
| Rang | Nom                | Période   |
| ---- | ------------------ | --------- |
| 1    | Kruno Kolombatović | 1911      |
| 2    | Ante Katunarić     | 1911-1912 |
| 3    | Petar Bonetti      | 1912-1913 |
| 4    | Grga Anđelinović   | 1913      |
| 5    | Vladimir Šore      | 1913-1921 |
| 6    | Silvije Matulić    | 1921      |
| 7    | Vjekoslav Fulgosi  | 1921-1923 |
| 8    | Antun Grgin        | 1923-1924 |
| 9    | Vjekoslav Fulgosi  | 1924-1925 |
| 10   | Silvije Bulat      | 1925-1926 |
| 11   | Antun Grgin        | 1926-1927 |
| 12   | Ante Kovačić       | 1927-1930 |
| 13   | Žarko Dešković     | 1930-1932 |

| Rang | Nom                | Période   |
| ---- | ------------------ | --------- |
| 14   | Ante Starčević     | 1932-1933 |
| 15   | Vjenceslav Celigoj | 1933-1936 |
| 16   | Fabjan Kaliterna   | 1936      |
| 17   | Pave Kamber        | 1936-1938 |
| 18   | Mihovil Novak      | 1938      |
| 19   | Petar Machiedo     | 1938-1939 |
| 20   | Janko Rodin        | 1939-1941 |
| 21   | Janko Rodin        | 1944-1945 |
| 22   | Humbert Fabris     | 1945-1946 |
| 23   | Nikola Papić       | 1946-1947 |
| 24   | Humbert Fabris     | 1947-1949 |
| 25   | Ivo Raić           | 1949      |
| 26   | Ante Jurjević Baja | 1949-1950 |

| Rang | Nom              | Période   |
| ---- | ---------------- | --------- |
| 27   | Marin Vidan      | 1950-1953 |
| 28   | Marko Markovina  | 1953-1958 |
| 29   | Petar Alfirević  | 1958-1962 |
| 30   | Petar Rončević   | 1962-1964 |
| 31   | Josip Košta      | 1964-1966 |
| 32   | Josip Grubelić   | 1966-1970 |
| 33   | Tito Kirigin     | 1970-1980 |
| 34   | Ante Skataretiko | 1980-1981 |
| 35   | Ivo Šantić       | 1981-1984 |
| 36   | Ante Kovač       | 1984-1985 |
| 37   | Joško Vidošević  | 1985-1986 |
| 38   | Vlado Bučević    | 1986-1988 |
| 39   | Kolja Marasović  | 1988-1990 |

| Rang | Nom                   | Période   |
| ---- | --------------------- | --------- |
| 40   | Stjepan Jukić-Peladić | 1990-1992 |
| 41   | Nadan Vidošević       | 1992-1996 |
| 42   | Anđelko Gabrić        | 1996-1997 |
| 43   | Željko Kovačević      | 1997-2000 |
| 44   | Branko Grgić          | 2000-2007 |
| 45   | Željko Jerkov         | 2008      |
| 46   | Mate Tomislav Peroš   | 2008-2009 |
| 47   | Joško Svaguša         | 2009-2010 |
| 48   | Josip Grbić           | 2010-2011 |
| 49   | Hrvoje Maleš          | 2011-2012 |
| 50   | Marin Brbić           | 2012-2016 |
| 51   | Marijana Bošnjak      | 2016      |
| 52   | Ivan Kos              | 2016-     |

### Entraîneurs
Le tableau suivant présente la liste des entraîneurs du club depuis 1911.
| Rang | Nom                | Période   |
| ---- | ------------------ | --------- |
| 1    | Oldřich Just       | 1911-1912 |
| 2    | Josef Šwagrovský   | 1912      |
| 3    | Otto Bohata        | 1913      |
| 4    | Norbert Zajíček    | 1914      |
| 5    | Zdeňek Jahn        | 1915-1918 |
| 6    | Karel Šťastný      | 1919      |
| 7    | Rudolf Sloup-Štapl | 1920      |
| 8    | Fraňo Zoubek       | 1920      |
| 9    | Franz Mantler      | 1921      |
| 10   | Jindřich Šoltis    | 1922      |
| 11   | Václav Pinc        | 1922      |
| 12   | Jaroslav Bohata    | 1923      |
| 13   | Luka Kaliterna     | 1923-1930 |
| 14   | Erwin Puschner     | 1930      |
| 15   | Luka Kaliterna     | 1930-1936 |
| 16   | Ante Blažević      | 1936      |
| 17   | Karel Senecký      | 1937      |
| 18   | Luka Kaliterna     | 1937      |
| 19   | Illés Spitz        | 1938-1939 |
| 20   | Ljubo Benčić       | 1939-1940 |
| 21   | Jiří Sobotka       | 1940      |
| 22   | Ljubo Benčić       | 1940      |
| 23   | Jiří Sobotka       | 1941      |
| 24   | Ljubo Benčić       | 1941-1948 |
| 25   | Luka Kaliterna     | 1948-1951 |

| Rang | Nom                  | Période   |
| ---- | -------------------- | --------- |
| 26   | Branko Bakotić       | 1951      |
| 27   | Jozo Matošić         | 1952-1954 |
| 28   | Aleksandar Tomašević | 1954-1955 |
| 29   | Ljubo Benčić         | 1955-1956 |
| 30   | Frane Matošić        | 1956-1958 |
| 31   | Ivo Radovniković     | 1958-1959 |
| 32   | Milovan Ćirić        | 1959-1961 |
| 33   | Leo Lemešić          | 1961-1962 |
| 34   | Florijan Matekalo    | 1962      |
| 35   | Lenko Grčić          | 1963      |
| 36   | Milovan Ćirić        | 1963      |
| 37   | Ozren Nedoklan       | 1964      |
| 38   | Frane Matošić        | 1965      |
| 39   | Dušan Nenković       | 1965-1969 |
| 40   | Slavko Luštica       | 1969-1971 |
| 41   | Tomislav Ivić        | 1972      |
| 42   | Branko Zebec         | 1972-1973 |
| 43   | Tomislav Ivić        | 1973-1976 |
| 44   | Josip Duvančić       | 1976-1977 |
| 45   | Vlatko Marković      | 1977-1978 |
| 46   | Tomislav Ivić        | 1978-1979 |
| 47   | Ante Mladinić        | 1980-1982 |
| 48   | Petar Nadoveza       | 1982-1984 |
| 49   | Stanko Poklepović    | 1984-1986 |
| 50   | Sergije Krešić       | 1986      |

| Rang | Nom               | Période   |
| ---- | ----------------- | --------- |
| 51   | Josip Skoblar     | 1986-1987 |
| 52   | Marin Kovačić     | 1987      |
| 53   | Tomislav Ivić     | 1987      |
| 54   | Ivan Vutsov       | 1987      |
| 55   | Petar Nadoveza    | 1988-1989 |
| 56   | Luka Peruzović    | 1989-1990 |
| 57   | Josip Skoblar     | 1990-1991 |
| 58   | Stanko Poklepović | 1991-1993 |
| 59   | Ivan Katalinić    | 1993-1995 |
| 60   | Ivan Buljan       | 1995      |
| 61   | Mirko Jozić       | 1995-1996 |
| 62   | Ivan Buljan       | 1996-1997 |
| 63   | Luka Bonačić      | 1997      |
| 64   | Tomislav Ivić     | 1997      |
| 65   | Luka Bonačić      | 1997-1998 |
| 66   | Zoran Vulić       | 1998      |
| 67   | Ivan Katalinić    | 1998-1999 |
| 68   | Ivica Matković    | 1999-2000 |
| 69   | Petar Nadoveza    | 2000      |
| 70   | Zoran Vulić       | 2000-2001 |
| 71   | Nenad Gračan      | 2001      |
| 72   | Slaven Bilić      | 2001-2002 |
| 73   | Zoran Vulić       | 2002-2004 |
| 74   | Petar Nadoveza    | 2004      |
| 75   | Blaž Slišković    | 2004-2005 |

| Rang | Nom               | Période        |
| ---- | ----------------- | -------------- |
| 76   | Igor Štimac       | 2005           |
| 77   | Miroslav Blažević | 2005           |
| 78   | Ivan Gudelj       | 2005-2006      |
| 79   | Luka Bonačić      | 2006           |
| 80   | Zoran Vulić       | 2006-2007      |
| 81   | Ivan Pudar        | 2007           |
| 82   | Sergije Krešić    | 2007           |
| 83   | Robert Jarni      | 2007-2008      |
| 84   | Goran Vučević     | 2008           |
| 85   | Ante Miše         | 2008-2009      |
| 86   | Ivica Kalinić     | 2009           |
| 87   | Joško Španjić     | 2009           |
| 88   | Edoardo Reja      | 2009-2010      |
| 89   | Stanko Poklepović | 2010           |
| 90   | Joško Španjić     | 2010           |
| 91   | Goran Vučević     | 2010-2011      |
| 92   | Ante Miše         | 2011           |
| 93   | Krasimir Balakov  | 2011-2012      |
| 94   | Mišo Krstičević   | 2012-2013      |
| 95   | Igor Tudor        | 2013-2015      |
| 96   | Hari Vukas        | 2015           |
| 97   | Stanko Poklepović | 2015           |
| 98   | Goran Vučević     | 2015           |
| 99   | Damir Burić       | 2015-2016      |
| 100  | Marijan Pušnik    | 2016-nov. 2016 |
| 101  | Joan Carrillo     | déc. 2016-     |

### Joueurs emblématiques

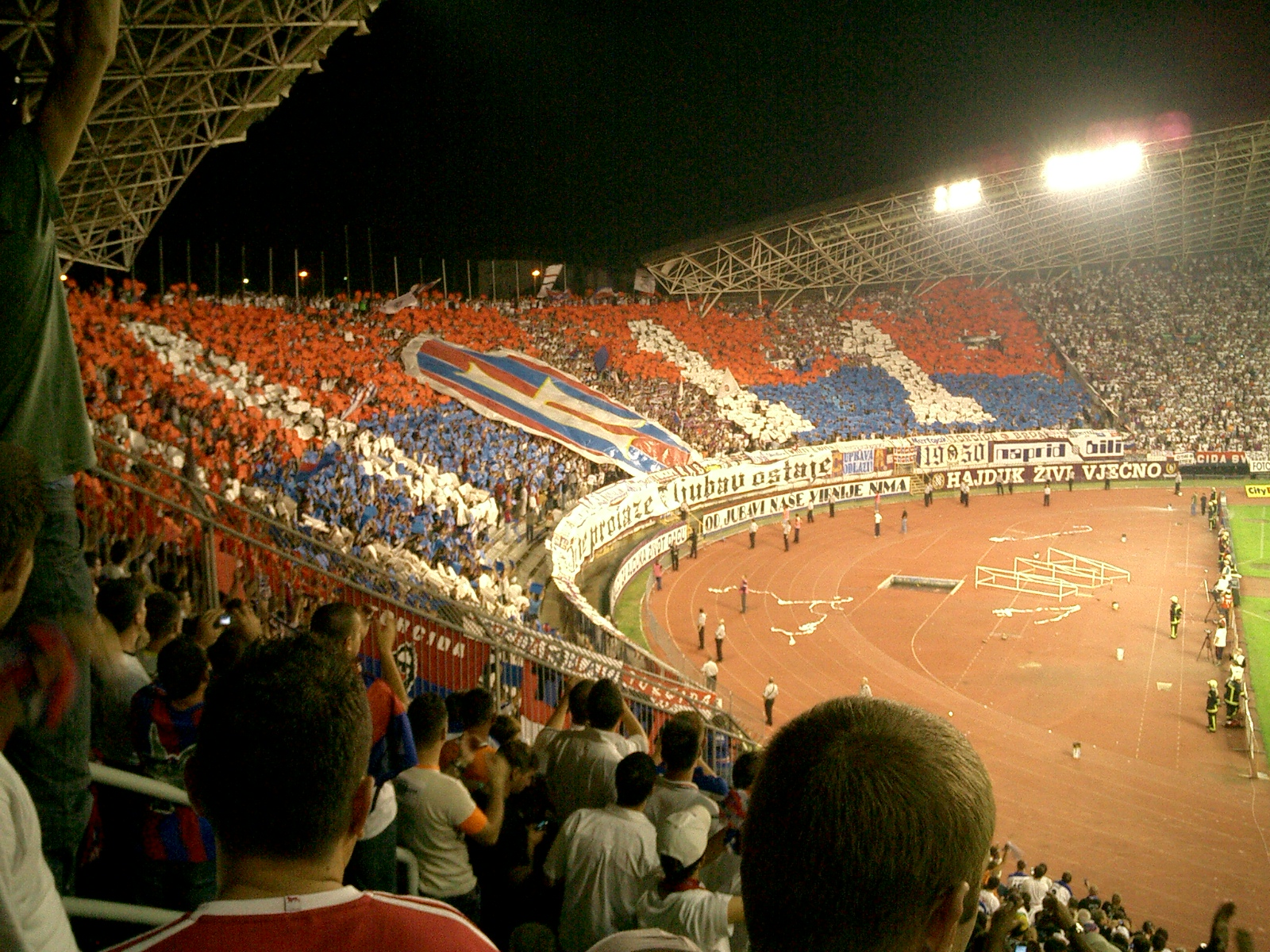
Le stade de Poljud à l'occasion de l'« éternel Derby » (Vječni derbi) entre le Hajduk et le Dinamo de Zagreb.

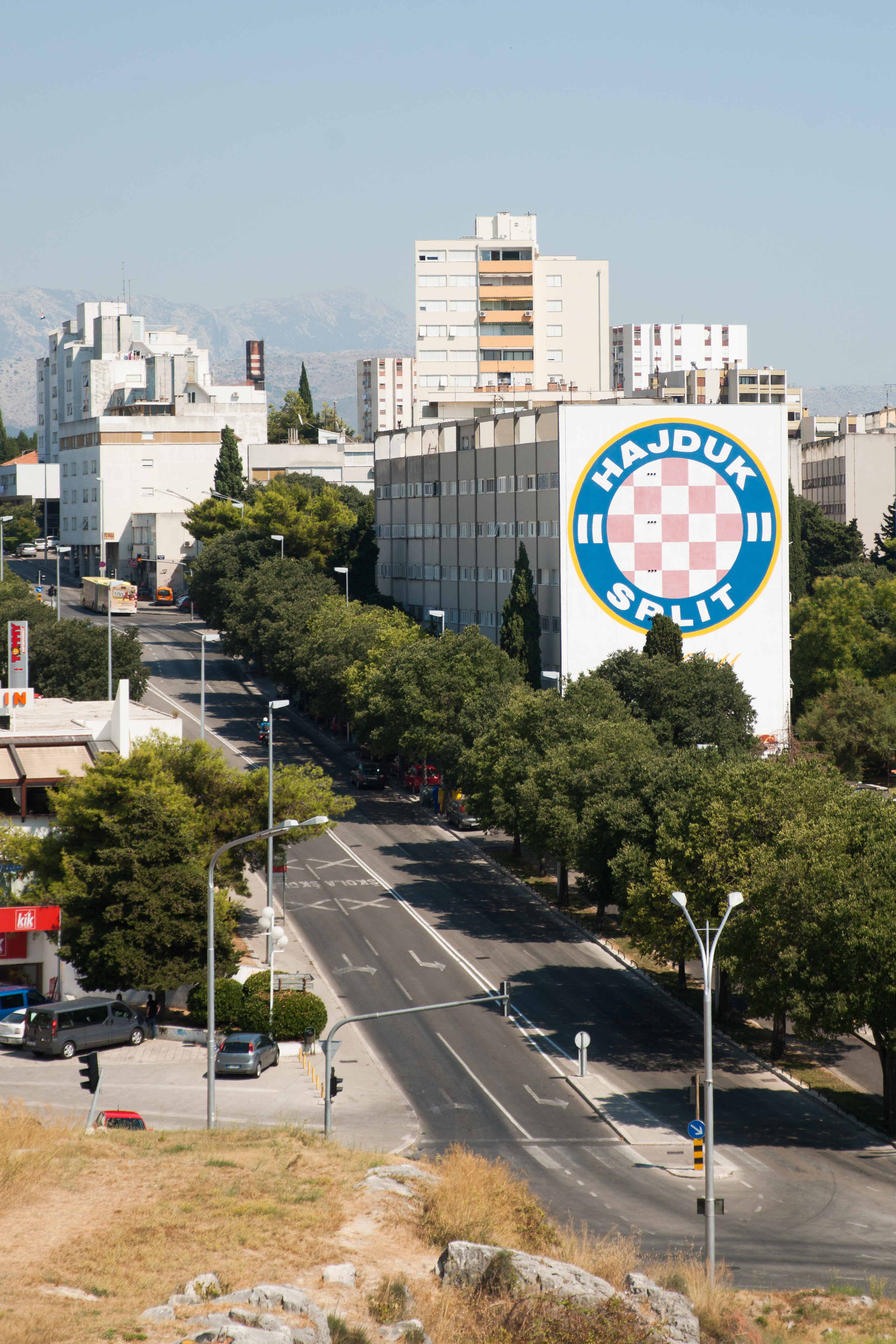
Immeuble de Split décoré aux couleurs du club.

Gardiens :

- Vladimir Beara
- Tonči Gabrić
- Ivan Katalinić
- Stipe Pletikosa
- Ivan Pudar
- Zoran Simović
- Danijel Subašić

Défenseurs :

- Slaven Bilić
- Ivan Buljan
- Vilson Džoni
- Dragan Holcer
- Robert Jarni
- Slavko Luštica
- Luka Peruzović
- Darijo Srna
- Ivan Strinić
- Igor Štimac
- Igor Tudor
- Zoran Vujović

Milieu de terrain :

- Aljoša Asanović
- Florin Cernat
- Ivan Gudelj
- Senijad Ibričić
- Jurica Jerković
- Niko Kranjčar
- Ivan Leko
- Dražen Mužinić
- Brane Oblak
- Mario Pašalić
- Dušan Pešić
- Nenad Pralija
- Milan Rapaić
- Branko Rezar
- Josip Skoko
- Blaž Slišković
- Jiří Sobotka
- Zoran Vulić
- Nikola Vlašić
- Ante Žanetić

Attaquants :

- Andrija Anković
- Ljubo Benčić
- Alen Bokšić
- Nikola Kalinić
- Jean Evrard Kouassi
- Ardian Kozniku
- Vlade Kragić
- Leo Lemešić
- Frane Matošić
- Pero Nadoveza
- Ivan Perišić
- Ivica Šurjak
- Zlatko Vujović
- Bernard Vukas
- Ante Vukušić
- Slaviša Žungul

### Effectif professionnel actuel
Le premier tableau liste l'effectif professionnel du Hajduk Split pour la saison 2024-2025. Le second recense les prêts effectués par le club lors de cette même saison.
En grisé, les sélections de joueurs internationaux chez les jeunes mais n'ayant jamais été appelés aux échelons supérieurs une fois l'âge-limite dépassé ou les joueurs ayant pris leur retraite internationale.